# Nomada xanthophila
Nomada xanthophila är en biart som beskrevs av Cockerell 1900. Nomada xanthophila ingår i släktet gökbin, och familjen långtungebin. Inga underarter finns listade i Catalogue of Life.